# Gare de Castleford
La gare de Castleford est une gare ferroviaire du Royaume-Uni, située dans la ville de Castleford dans le Yorkshire de l'Ouest en Angleterre. 
Les services à partir de Castleford sont opérés par Northern Rail.